# Kanton Metz-Ville-1
Kanton Metz-Ville-1 (fr. Canton de Metz-Ville-1), tj. Mety-město byl francouzský kanton v departementu Moselle v regionu Lotrinsko. Tvořila ho pouze část města Mety (městské čtvrtě Îles, Devant-les-Ponts a Patrotte Metz-Nord). Zrušen byl po reformě kantonů 2014.